# Performance funkcjonalny
Performance Funkcjonalny (PF) – pojęcie z dziedziny digitalowego marketingu efektywnościowego (ang. performance marketing). Performance Funkcjonalny to formuła strategii marketingowej w ramach efektywnościowego marketingu digitalowego.
Tradycyjny performance marketing to reklama internetowa oparta na tzw. efektywnościowym modelu rozliczeń, czyli rozliczaniu za osiągnięcie pożądanej akcji użytkowników. Performance Funkcjonalny koncentruje się na całościowym doświadczeniu użytkownika z marką i jej produktami w Internecie, mającym skutkować pożądanym rezultatem w postaci konkretnej akcji użytkownika. Performance Funkcjonalny optymalizuje całość ścieżki użytkownika (nie tylko bezpośredniej reklamy internetowej), tak by jego droga zakończyła się pożądaną akcją. Formuła funkcjonalna jest holistyczna.
Ramowa metodologia funkcjonalnej formuły projektowania i optymalizacji ścieżki użytkownika opiera się na 5 filarach:
- głębokim rozumieniu szerokiego kontekstu biznesowego oraz ekonomiki biznesu marki lub firmy oraz strategii marki i jej komunikacji;
- digitalowej analizie pod kątem marketingowych działań efektywnościowych dla firmy lub marki;
- wdrożeniu metod badawczych zachowań użytkowników user experience (UX);
- właściwym doborze technik i narzędzi digitalowych pod kątem marketingu efektywnościowego dla marki lub firmy;
- odpowiedniej egzekucji strategii performance marketingu z uwzględnieniem jej zgodności ze strategią marki i komunikacją marki, przy mocnym wsparciu i nadzorze ze strony zaawansowanej analityki internetowej i badań UX;